# Кышиндык
Кышиндык — река в России, протекает в Уйском районе Челябинской области. Устье реки находится в 396 км по левому берегу реки Уй, в километре к северу от деревни Яринка. Длина реки составляет 13 км.
Основной приток река Узельганка впадает справа у деревни Косогорка.

## Населённые пункты
- Верхнеусцелемово
- Косогорка

## Данные водного реестра
В Государственном водном реестре указано, что Узельганка (в реестре Узельга) впадает в Уй, а Кышиндык является её притоком, что противоречит картам.
По данным государственного водного реестра России относится к Иртышскому бассейновому округу, водохозяйственный участок реки — Тобол от истока до впадения реки Уй, без реки Увелька, речной подбассейн реки — Тобол. Речной бассейн реки — Иртыш.
Код объекта в государственном водном реестре — 14010500212111200000720.